# Разъезд 49
Разъезд 49 (каз. рзд.49) — упразднённый разъезд в Сарыагашском районе Туркестанской области Казахстана. Входил в состав Жылгинского сельского округа.
Исключен из учётных данных в 2023 году.
Код КАТО — 515463500.

## Население
В 1999 году население разъезда составляло 34 человека (17 мужчин и 17 женщин). По данным переписи 2009 года, в разъезде проживало 14 человек (7 мужчин и 7 женщин).